# Кјузи Скало (Сијена)
Кјузи Скало је насеље у Италији у округу Сијена, региону Тоскана.
Према процени из 2011. у насељу је живело 4061 становника. Насеље се налази на надморској висини од 266 м.